# Salah Abdeslam
Salah Abdeslam (in arabo صلاح عبد السلام‎?; Bruxelles, 15 settembre 1989) è un terrorista francese naturalizzato belga di origine marocchina, jihadista dell'ISIS e uno dei membri del commando responsabile degli attacchi coordinati di Parigi del 13 novembre 2015.

## Biografia

### Infanzia
Salah Abdeslam è nato a Bruxelles il 15 settembre 1989 da genitori immigrati entrambi in possesso di cittadinanza francese, ma provenienti da Bouyafar, piccolo villaggio del Marocco. Ha due fratelli, Brahim, morto suicida negli attacchi di Parigi, e Mohammed, impiegato comunale di Molenbeek, e due sorelle. Da bambino conosce Abdelhamid Abaaoud, con cui andrà a vivere a Molenbeek-Saint-Jean, un comune situato nell'ovest della Regione di Bruxelles-Capitale.
Nel 2009 è assunto come meccanico alla STIB e vi rimane fino al 2011, anno in cui è sollevato dall'incarico a causa delle numerose assenze al lavoro. Nel 2010 Abdeslam e Abaaoud vengono imprigionati per rapina a mano armata. Nel dicembre 2013 Abdeslam diventa direttore del bar Les Béguines a Molenbeek, successivamente chiuso dopo la scoperta di sostanze allucinogene nascoste all'interno dello stabile.

### Gli attentati di Parigi
La notte del 13 novembre 2015 un gruppo di terroristi affiliati all'ISIS compì una strage nel cuore di Parigi. Tra gli obiettivi dei terroristi c'era il teatro Bataclan, in cui rimasero uccise 95 persone. Salah è colpevole della sparatoria nei pressi del Café Bonne Bière e della pizzeria Casa Nostra, in Rue de la Fontaine au Roi, da cui scappò in macchina assieme ad altri due terroristi. Il 20 novembre è stato accertato un avvistamento nei pressi di Bruxelles e un cambio dell'aspetto per mascherare la sua identità e depistare le indagini.

#### La cattura e la condanna
Il 18 marzo 2016 venne infine ferito ad una gamba ed arrestato a Molenbeek con un'operazione della polizia all'interno dell'appartamento dove era nascosto insieme ad altri terroristi da più di quattro mesi. Salah fu ritenuto colpevole di aver partecipato (ideazione e logistica) all'attentato. Il 23 marzo fu sottoposto al processo per l'estradizione in Francia. La mattina del 27 aprile venne estradato in Francia e rinchiuso nel carcere di Fleury-Mérogis. Il 23 aprile 2018 la corte di giustizia del Belgio lo condannò a 20 anni di carcere dopo che venne ritenuto colpevole di tentato omicidio di alcuni poliziotti con cui ebbe uno scontro a fuoco il giorno della cattura.
Il 9 febbraio 2022 Salah Abdeslam ha testimoniato per la prima volta in udienza ribadendo la propria innocenza e di non essere un pericolo pubblico. Ha poi ribadito il suo sostegno allo Stato Islamico in tribunale, ma ha anche affermato di aver deciso di non far esplodere i suoi esplosivi all'ultimo momento. Il 29 giugno 2022 la corte di giustizia francese lo ritenne colpevole di tutti e cinque i capi di imputazione di cui era accusato, inclusi terrorismo e omicidio, e condannato all'ergastolo senza condizionale.